# Serica nigroguttata
Serica nigroguttata är en skalbaggsart som beskrevs av Brenske 1897. Serica nigroguttata ingår i släktet Serica och familjen Melolonthidae. Inga underarter finns listade i Catalogue of Life.